# 倫諾 (愛達荷州)
倫諾（英語：Lenore）是位於美國愛達荷州內茲珀斯縣的一個非建制地區。

## 地理
倫諾的座標為46°30′31″N 116°33′04″W / 46.50861°N 116.55111°W，而該地的平均海拔高度為288米（即945英尺）。